# Paul Heinzelmann
Paul Heinzelmann (Pseudonyme Heinz Elm, Heinz Elm-Mann, Heinz Elmann; * 28. April 1888 in Berlin; † 2. Mai 1961 in München) war ein deutscher Schriftsteller, Drucker und Verleger.

## Leben
Als erstes von vier Kindern eines Eisenbahnarbeiters in Friedrichshain geboren, wuchs Paul Heinzelmann in Lichtenberg auf. Während seiner Malerlehre rief er einen Jugendverein ins Leben und wirkte daraufhin über viele Jahre in der Arbeiterjugendbewegung. In der Berliner Sektion des Deutschen Arbeiter-Abstinenten-Bundes kämpfte er für eine alkoholfreie Jugenderziehung und gegen Alkoholmissbrauch in der Arbeiterschaft. Im Alter von 20 Jahren trat er in die SPD ein, gab aber sein Parteibuch bereits 1914 nach Bewilligung der Kriegsanleihen aus Protest zurück. Zunächst schloss er sich nun der Lichtstrahlen-Gruppe von Julian Borchardt an.
Im Ersten Weltkrieg verschlug es ihn als Krankenträger nach Galizien, später nach Frankreich. Unter dem Eindruck der Fronterlebnisse entstanden die Verse eines Gemeinen gegen den Krieg, die in den Schützengräben von Hand zu Hand gereicht wurden. Wegen Verbreitung eines regierungsfeindlichen Flugblattes wurde Paul Heinzelmann zu Festungshaft verurteilt.
Ab 1919 gehörte er zum Kreis um den Spartakusbund und half mit, die Freie Sozialistische Jugend (FSJ) zu organisieren. In diese Zeit fallen auch erste verlegerische Versuche. Sein Jugendgenossenhaus (Jugendbildungsheim, Buchhandlung und Verlag) in der Brüderstraße wurde während des Kapp-Putsches im März 1920 durch die Marine-Brigade Ehrhardt „erobert“.
Nach kurzem Studium an der Albert-Ludwigs-Universität Freiburg, der Gründung eines Arbeiterkinderheims im Schwarzwald und einem Aufenthalt in der sozialistischen Bildungsstätte Schloss Tinz eröffnete Paul Heinzelmann 1922 in Spandau den Werktat-Verlag. Auf einer Handpresse fertigte er fortan selbst gedruckte Gedichte und Zeitgedanken – unter anderem auch den ersten Lyrikband von Kurt Huhn, dem späteren Mitbegründer des Bundes proletarisch-revolutionärer Schriftsteller (BPRS). Um 1922/1923 war er im Rahmen der Verwirklichung seiner lebensreformerischen Ideale am Aufbau einer autarken Lebens- und Erziehungsgemeinschaft am Boddensee bei Birkenwerder beteiligt, gleichzeitig engagierte er sich an der Seite von Tami Oelfken im reformpädagogischen Spandauer Schulkampf. Zwischendurch zog es ihn für zwei Jahre in das Tiroler Paznauntal, wo er mit Freunden unbewohnte Bauernhäuser zu Alpenjugendheimen ausbaute. Weitere Stationen in seinem jugendbewegten Leben waren die Landfahrer (Volkswandervogel), die Gruppe Strom, die Heideschar sowie die Fysiokratische Jugend.
Der von ihm in Berlin initiierte Kreis der Werktätigen stand der Bruderschaft der Vagabunden und ihrem Führer Gregor Gog nahe. Mit dem Vagabundendichter Jakob Haringer und dem jungen Poeten Herbert Fritsche verband ihn eine jahrelange Freundschaft.
Seine politische Heimat fand Paul Heinzelmann zusammen mit seinem Schwager Adam Scharrer bei der Kommunistischen Arbeiterpartei (KAPD). Daneben pflegte er vielfältige Kontakte, insbesondere auch mit den Anarchisten Rudolf Geist,  Erich Mühsam, Artur Streiter und Kurt Zube. Mit letzterem gab er 1932 das erste Heft der Zeitschrift Der Steinklopfer heraus.
Nach dem Reichstagsbrand wurde seine Wohnung in der Althoffstraße in Steglitz im Zuge der Verfolgung von Regimegegnern von zehn SA-Stürmern aufgesucht, die, wie er in einer Skizze aus 70 Lebensjahren schreibt, „als erstes den Schriftsatz des Steinklopfer in der Druckerei zerstörten, sodann Manuskripte und Postsachen, sowie alle Verlagserscheinungen beschlagnahmten und meine Bibliothek um fast 200 Bücher ‚unerwünschter‘ Autoren verkleinerten.“ Auch die 1. Auflage des Versbandes Das Leichenfeld wurde bei der Aktion vernichtet, der Verleger verhaftet, das zwischenzeitlich in Steinklopfer-Verlag umbenannte Unternehmen stillgelegt.
In den folgenden Jahren widmete sich Paul Heinzelmann neben seiner eigentlichen beruflichen Tätigkeit als Maler auf Baustellen in und um Berlin ganz der Ahnenforschung und baute das Familienarchiv Heinzelmann auf. 1937 durch einen Artikel über Die Mißstände im Malerhandwerk in der Bauwelt bekannt geworden und daraufhin zum Sachverständigen für Malerei berufen, war er in den Kriegsjahren als Anstrichtechniker auf dem Fliegerhorst im mährischen Prossnitz (Prostějov) beschäftigt. Jedoch wurde ihm dort nach vierjähriger Tätigkeit gekündigt, weil er sich der Aufforderung, in die NSDAP einzutreten, widersetzte.
Bei Kriegsende schlug er sein Domizil in Fürstenfeldbruck auf, dem Heimatort seiner zweiten Frau Julia, Tochter des Kunstmalers Henrik Moor. Er belebte 1953 den Verlag wieder und gab von 1955 bis zu seinem Tod die 35-bändige Steinklopfer-Reihe der Außenseiter heraus, darunter Titel von Willy Alante-Lima (in der Übersetzung von Ludwig Harig), Robert Browning (in der Übersetzung von Hermann Melchers Jantzen), Rudolf Geist, Jakob Haringer, Friedrich Markus Huebner, Louise Labé (in der Übersetzung von Max Rieple), Monika Mann, Erich Mühsam, Hans Pflug-Franken, Arno Reinfrank, Cornelius Streiter (d. i. Bernhard Doerdelmann), Hans Winterl. Auch die Komma-Reihe des Komma-Clubs München erschien hier (Jürgen Beckelmann, Gert Ledig, Wolfdietrich Schnurre und Herbert Spiecker).

## Werke
Auswahl
- Eines Jugendfreundes Wanderfahrt. Berlin 1919
- Der Sternengott. Berlin 1923
- Der Strom der Zeit. Kritische Gedanken.  Berlin 1932
- Die Gräberinsel. Verse und Sprüche. Berlin 1932
- Das Leichenfeld. Kriegsverse 1915–1918. Fürstenfeldbruck 1957

## Herausgaben
Auswahl
- Sozialistische Jugendbibliothek, Berlin 1919
- Rote Blätter für Jugend, Politik und Literatur, Berlin 1919
- Religio. Ruf der Werktätigen, Berlin 1923
- Der Steinklopfer. Ruf der Werktätigen, Berlin 1932 (mit Kurt Zube)
- Das Heinzelmännchen, Berlin 1934
- Der Steinklopfer. Zeit- und Streitschrift der Aussenseiter. Radikalfreiheitliche Dichtung und Weltstimme. Fürstenfeldbruck-Emmering, 1953 (Schriftleiter: Rudolf Geist)

## Rundfunk
Lisbeth Exner: wir predigen di unruhe – Der Anstreicher, Verleger und Lyriker Paul Heinzelmann. Bayern 2 (Reihe Land und Leute), 13. April 2008